# Чебаркуль (станция)
Чебарку́ль — железнодорожная станция пятого класса Златоустовского региона Южно-Уральской железной дороги на линии Златоуст — Челябинск. Расположена в городе Чебаркуль Челябинской области. На станции 4 пути и 1 тупик. Станция имеет пассажирское и грузовое значение, связана пригородными поездами (включая ускоренные) с Челябинском, Миассом, Златоустом, Бакалом, а также поездами дальнего следования с Москвой, Сибирью (Нижневартовск, Новосибирск, Новый Уренгой, Томск), черноморскими курортами (Адлер, Анапа, Симферополь) и городами европейской части России (Астрахань, Белгород, Пенза).
В 2009 году на станции открыт новый двухэтажный вокзал площадью 1500 м2 и вместимостью около 100 человек, вместо снесённого старого вокзала, построенного в 1902 году.
На расстоянии 100 метров от станции располагается Чебаркульский автовокзал.

## Пассажирские перевозки

### Дальнее следование по станции

#### Круглогодичное движение поездов
| № поезда | Маршрут движения           | № поезда | Маршрут движения           |
| -------- | -------------------------- | -------- | -------------------------- |
| 11       | Владивосток — Самара       | 12       | Самара — Владивосток       |
| 87       | Нижневартовск — Самара     | 88       | Самара — Нижневартовск     |
| 101      | Нижневартовск — Пенза      | 102      | Пенза — Нижневартовск      |
| 141      | Екатеринбург — Симферополь | 142      | Симферополь — Екатеринбург |
| 143      | Нижневартовск — Уфа        | 144      | Уфа — Нижневартовск        |
| 147      | Нижневартовск — Астрахань  | 148      | Астрахань — Нижневартовск  |
| 331      | Новый Уренгой — Уфа        | 332      | Уфа — Новый Уренгой        |
| 391      | Челябинск — Москва         | 392      | Москва — Челябинск         |

#### Сезонное движение поездов
| № поезда | Маршрут движения  | № поезда | Маршрут движения  |
| -------- | ----------------- | -------- | ----------------- |
| 477      | Челябинск — Адлер | 478      | Адлер — Челябинск |

### Пригородное следование по станции
| Поездов в день | Станция назначения | Поездов в день | Станция назначения |
| 1              | Бакал              | 6-7            | Челябинск          |
| 2-3            | Златоуст           |                |                    |
| 3              | Миасс I            |                |                    |
| -------------- | ------------------ | -------------- | ------------------ |